# Juvêncio Mazzarollo
Juvêncio Mazzarollo (Veranópolis, 1944 − Foz do Iguaçu, 2014) foi um jornalista e professor brasileiro, último preso político pela ditadura militar.
Filho de imigrantes italianos, foi preso em 1982, por causa das críticas que fazia à ditadura militar e às elites locais de Foz do Iguaçu, envolvidas na grilagem de terras para a construção da Usina de Itaipu e denunciadas por ele no jornal Nosso Tempo. Foi, então, acusado de "subversivo" pelo então governador do Paraná, Jayme Canet Júnior.
Em 1984, Mazzarollo foi libertado depois de várias greves de fome e de uma campanha da Anistia Internacional.

## Publicações
- Mazzarollo, J. (2003). A taipa da injustiça: esbanjamento econômico, drama social e holocausto ecológico em Itaipu 2ª ed. São Paulo: Edições Loyola. 203 páginas. ISBN 9788515028054